# Gena Turgel

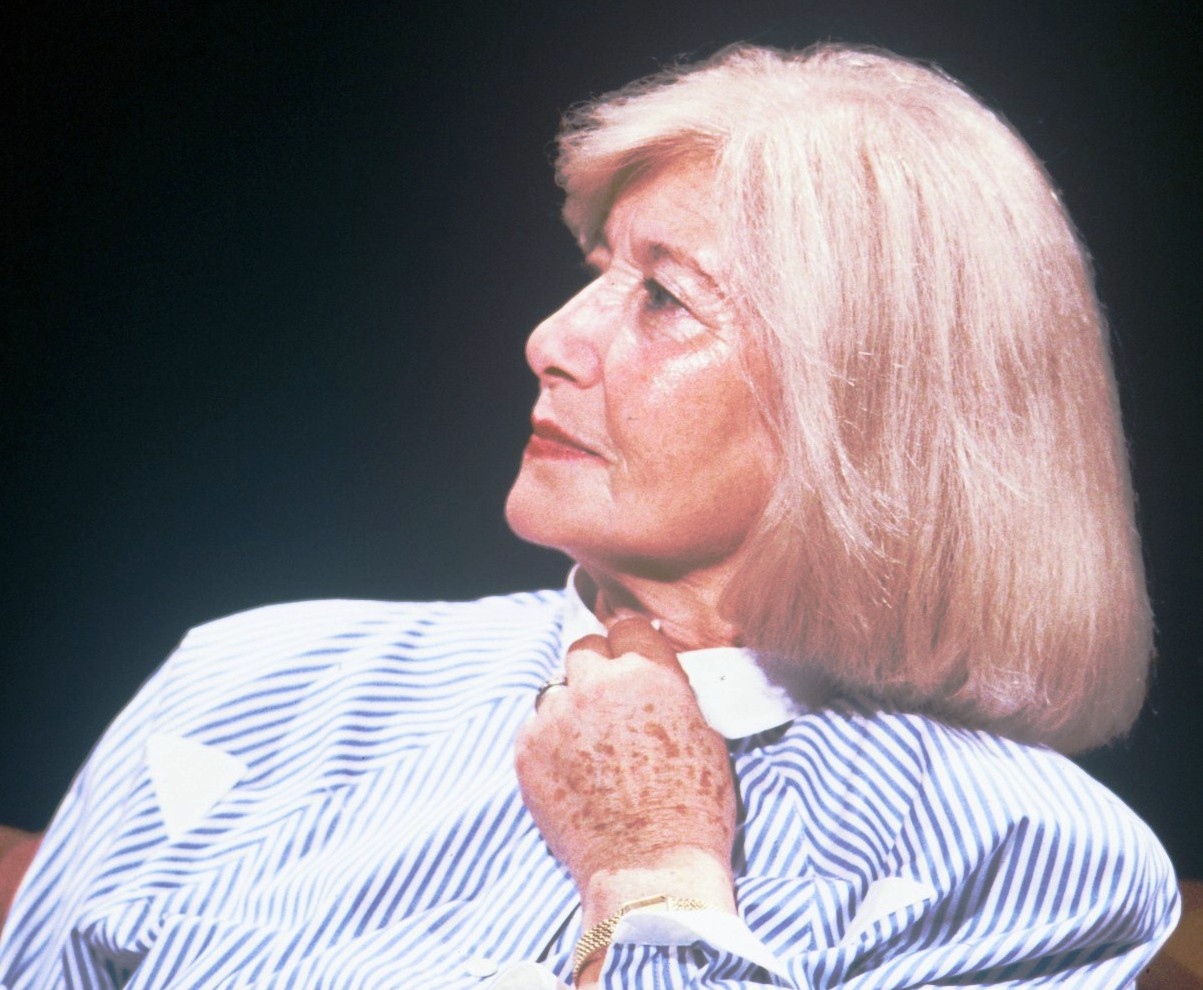
Gena Turgel (1987)

Gena Turgel MBE (* 1. Februar 1923 als Gena Goldfinger in Krakau; † 7. Juni 2018) war eine polnisch-britische Autorin und Holocaustüberlebende.

## Leben
Gena Goldfinger wuchs als jüngstes von neun Kindern in einer wohlhabenden Familie im Zentrum Krakaus auf. Die Eltern führten ein Textilgeschäft. Ihr Vater Samuel starb, als sie sieben Jahre alt war. Ihre Mutter Estera führte das Geschäft weiter und engagierte sich in der Women’s Society, der Vorläuferorganisation der Women’s International Zionist Organisation (WIZO). Gena selbst war Mitglied der zionistischen Jugendorganisation HaNoar HaTzioni. Durch den Besuch einer protestantischen Schule ab dem Alter von 14 Jahren erwarb sie Deutschkenntnisse.
Sie war 16 Jahre alt, als die deutsche Wehrmacht am 1. September 1939 mit dem Überfall auf Polen den Zweiten Weltkrieg entfesselte. Sie floh mit ihrer Familie nach Borek, einer Stadt außerhalb von Krakau. Der Besitz und das Haus der Familie wurden beschlagnahmt. Mit ihrer Mutter und vier Geschwistern kam sie im Herbst 1941 ins Krakauer Ghetto. Einer ihrer Brüder wurde im Ghetto von einem SS-Mann erschossen, ihr anderer Bruder Janek floh und gilt seitdem als verschollen. Ihre Schwester Miriam und ihr Ehemann wurden bei dem Versuch erschossen, Lebensmittel in das KZ Plaszow zu schmuggeln,  wohin Gena Goldfinger später selbst deportiert wurde.
Im Winter 1944 musste Gena Goldfinger mit ihrer Mutter von dort aus ins KZ Auschwitz-Birkenau marschieren; sie mussten Genas Schwester Hela dort zurücklassen, die nach Versuchen des Lagerarztes Josef Mengele zu schwach für weitere Märsche war. Im Januar 1945 folgte ein Todesmarsch ins KZ Buchenwald, bis sie per Viehwaggon nach Bergen-Belsen transportiert wurde. Dort war Gena Goldfinger auf eigenes Bestreben im Krankenrevier tätig, wo sie unter anderem die 15-jährige todkranke an Typhus leidende Anne Frank pflegte.
Von ihrer gesamten Familie überlebten nur sie und ihre Mutter. An der Befreiung von Bergen-Belsen im April 1945 war der britische Soldat Norman Turgel beteiligt, den sie ein halbes Jahr später in Lübeck heiratete. Mit ihrem ebenfalls jüdischgläubigen Ehemann ging sie nach England und ließ sich in Hendon im Nordwesten Londons nieder. Die britische Presse taufte sie daraufhin die „Braut von Belsen“. Ihr Hochzeitskleid, genäht aus einem Fallschirm der britischen Armee, ist im Londoner Imperial War Museum ausgestellt. Das Paar hatte drei Kinder. Nach dem Tod ihres Mannes 1995 lebte sie bis zu ihrem Tod in Stanmore, einem Stadtteil von London Borough of Harrow.
Turgel veröffentlichte 1987 mit der Journalistin Veronica Groocock das autobiografische Buch I Light a Candle, das 1992 auf Kassette aufgenommen wurde. Sie ging damit als Zeitzeugin in Schulen und Universitäten. Für ihr Bemühen, Heranwachsende über den Völkermord an den Juden aufzuklären, wurde sie im Jahr 2000 von Queen Elisabeth II. zum Member of the Most Excellent Order of the British Empire (MBE) ernannt.
Etwa 1000 Menschen nahmen nach ihrem Tod an der Beisetzungszeremonie teil. Ihr Grab befindet sich auf dem jüdischen Friedhof in Bushey, Hertfordshire.

## Werke
- mit Veronica Groocock: I Light a Candle. Grafton, London 1987, ISBN 0-246-13151-9.